# Площадь Михаила Спивака
Площадь Михаила Спивака́ (укр. Площа Миха́йла Співака́) — площадь в Киеве, находится в местности Теличка в Голосеевском районе. Расположена на изгибе Камышинской улицы. Возникла под названием Новая площадь. Наименование получила в 1997 году в честь строителя Михаила Спивака.
Расположена среди промзоны, и является одной из малоизвестных и наиболее удалённых площадей города.

## Транспорт
- Автобус № 54[6]
- Станция метро «Выдубичи» (2,7 км)
- Ж.д. платформа «Выдубичи» (2,8 км)